# Эритрея на летних Олимпийских играх 2016
Эритрея на летних Олимпийских играх 2016 года была представлена 12 спортсменами в 2 видах спорта. На церемонии открытия Игр право нести национальный флаг было доверено волонтёру соревнований, а на церемонии закрытия флаг нёс легкоатлет Цегай Туемай, который не выступал на Играх в Рио-де-Жанейро, являясь альтернативным атлетом. По итогам соревнований на счету эритрийских спортсменов не оказалось ни одной награды. Эти Игры стали для Эритреи уже пятыми по счету и по прежнему на счету сборной значится лишь одна медаль, завоёванная Зерсенаем Тадесе в Афинах в беге на 10 000 метров.

## Состав сборной
Велоспорт
 Шоссейный велоспорт
1. Даниэль Теклехайманот

 Лёгкая атлетика
1. Абрар Адем
2. Нгусе Амлосом
3. Гирмай Гебреселассие
4. Арон Кифле
5. Гойтом Кифле
6. Амануэль Месель
7. Зерсенай Тадесе
8. Хискел Тевелде
9. Йемане Хайлеселассие
10. Тевелде Эстифанос
11. Небиат Хабтемариам

## Результаты соревнований

### Велоспорт

#### Шоссейный велоспорт
Мужчины
| Соревнование    | Спортсмены            | Время   | Место | Отставание |
| --------------- | --------------------- | ------- | ----- | ---------- |
| групповая гонка | Даниэль Теклехайманот | 6:29:25 | 43    | +19:20     |

### Лёгкая атлетика
Мужчины
Беговые дисциплины
| Дисциплина                         | Спортсмен            | Предварительный раунд | Предварительный раунд | Предварительный раунд | Четвертьфиналы | Четвертьфиналы | Четвертьфиналы | Полуфиналы    | Полуфиналы    | Полуфиналы    | Финал                | Финал                |
| Дисциплина                         | Спортсмен            | Забег                 | Время                 | Место                 | Забег          | Время          | Место          | Забег         | Время         | Место         | Время                | Место                |
| ---------------------------------- | -------------------- | --------------------- | --------------------- | --------------------- | -------------- | -------------- | -------------- | ------------- | ------------- | ------------- | -------------------- | -------------------- |
| бег на 5000 метров                 | Абрар Адем           | 2                     | 13:22,56              | 8 Q                   | Не проводится  | Не проводится  | Не проводится  | Не проводится | Не проводится | Не проводится | 13:09,56             | 10                   |
| бег на 5000 метров                 | Хискел Тевелде       | 2                     | 13:30,23              | 15                    | Не проводится  | Не проводится  | Не проводится  | Не проводится | Не проводится | Не проводится | Завершил выступление | Завершил выступление |
| бег на 5000 метров                 | Арон Кифле           | 1                     | 13:29,45              | 8                     | Не проводится  | Не проводится  | Не проводится  | Не проводится | Не проводится | Не проводится | Завершил выступление | Завершил выступление |
| бег на 10 000 метров               | Гойтом Кифле         | Не проводится         | Не проводится         | Не проводится         | Не проводится  | Не проводится  | Не проводится  | Не проводится | Не проводится | Не проводится | 28:15,99             | 24                   |
| бег на 10 000 метров               | Зерсенай Тадесе      | Не проводится         | Не проводится         | Не проводится         | Не проводится  | Не проводится  | Не проводится  | Не проводится | Не проводится | Не проводится | 27:23,86             | 8                    |
| бег на 10 000 метров               | Нгусе Амлосом        | Не проводится         | Не проводится         | Не проводится         | Не проводится  | Не проводится  | Не проводится  | Не проводится | Не проводится | Не проводится | 27:30,79             | 9                    |
| бег на 3000 метров с препятствиями | Йемане Хайлеселассие | 2                     | 8:26,72               | 4                     | Не проводится  | Не проводится  | Не проводится  | Не проводится | Не проводится | Не проводится | 8:40,68              | 12                   |

Шоссейные дисциплины
| Дисциплина | Спортсмен            | Время   | Место | Отставание |
| ---------- | -------------------- | ------- | ----- | ---------- |
| марафон    | Тевелде Эстифанос    | 2:19:12 | 60    | +10:28     |
| марафон    | Гирмай Гебреселассие | 2:11:04 | 4     | +2:20      |
| марафон    | Амануэль Месель      | 2:14:37 | 21    | +5:53      |

Женщины
Шоссейные дисциплины
| Дисциплина | Спортсмен          | Время   | Место | Отставание |
| ---------- | ------------------ | ------- | ----- | ---------- |
| марафон    | Небиат Хабтемариам | 2:45:21 | 80    | +21:17     |